# Os-Marsillon
Os-Marsillon é uma comuna francesa na região administrativa da Nova Aquitânia, no departamento dos Pirenéus Atlânticos. Estende-se por uma área de 5,43 km². Em 2010 a comuna tinha 543 habitantes (densidade: 100 hab./km²).